# Quận Loudoun, Virginia
Quận Loudoun là một quận thuộc tiểu bang Virginia, Hoa Kỳ.
Quận Loudoun thuộc vùng đô thị Washington. Quận này được đặt tên theo. Theo điều tra dân số của Cục điều tra dân số Hoa Kỳ năm 2000, quận có dân số 169.599 người, dân số thời điểm ngày 1/7/2009 là 301.171 người . Quận lỵ đóng ở Leesburg6. Đến năm 2007, thị trấn này đã là quận lỵ trong 249 năm/250 năm qua.
Đến năm 2007, quận Loudoun có thu nhập bình quân hộ cao nhất trong các quận của Hoa Kỳ với mức 107.207 USD, vượt qua quận Fairfax, Virginia (với mức 105.241 USD).

## Địa lý
Theo Cục điều tra dân số Hoa Kỳ, quận có diện tích km2, trong đó có km2 là diện tích mặt nước.

### Các xa lộ chính
- U.S. Route 15
- U.S. Route 50
- State Route 7
- State Route 28
- State Route 267 (Dulles Greenway)
- Loudoun County Parkway

### Quận giáp ranh
- Quận Fairfax (đông)
- Quận Prince William (đông nam)
- Quận Fauquier (nam)
- Quận Jefferson, West Virginia (tây)
- Quận Clarke (tây)
- Quận Washington, Maryland (tây bắc, qua sông Potomac)
- Quận Frederick, Maryland (bắc, qua sông Potomac)
- Quận Montgomery, Maryland (đông, qua sông Potomac)

## Thông tin nhân khẩu
Theo điều tra dân số 2 năm 2000, quận đã có dân số 169.599 người, 59.900 hộ gia đình, và 45.044 gia đình sống trong quận này. Mật độ dân số là 326 người trên một dặm vuông (126/km ²). Có 62.160 đơn vị nhà ở mật độ trung bình là 120 trên một dặm vuông (46/km ²). Cơ cấu chủng tộc của dân cư quận bao gồm 82,79% người da trắng, 6,89% da đen hay Mỹ gốc Phi, 5,35% ở châu Á, 0,21% người Mỹ bản xứ, 0,06% các đảo Thái Bình Dương, 2,26% từ các chủng tộc khác, và 2,44% từ hai hoặc nhiều chủng tộc. 5,95% dân số là người Hispanic hay Latino thuộc một chủng tộc nào. 15,0% là gốc Đức, gốc Ailen chiếm 11,8%, 10,9% gốc Anh, 9,0% và 6,6% lần lượt là người Mỹ gốc Ý theo điều tra dân số năm 2000.
Theo Khảo sát Cộng đồng Mỹ năm 2006 72,0% dân số khảo sát của quận Loudoun là dân da trắng; 7,6% dân số là người Mỹ gốc Phi. 0,1% là người bản thổ Mỹ; người châu Á là 13,1%. 4,9% dân số là của một số chủng tộc khác và 2,3% số người được báo cáo là của hai hoặc nhiều chủng tộc. châu Mỹ La Tinh của một chủng tộc nào được 9,7% dân số. 21,0% dân số được sinh ra nước ngoài, tăng từ 11,27% năm 2000 và 5,67% vào năm 1990.
Như năm 2000 có 59.900 hộ, trong đó 43,10% có trẻ em dưới 18 tuổi sống chung với họ, 64,30% là đôi vợ chồng sống với nhau, 7,80% có nữ hộ và không có chồng, và 24,80% là không gia đình. 18,40% hộ gia đình đã được tạo ra từ các cá nhân và 3,70% có người sống một mình 65 tuổi hoặc lớn tuổi hơn là người. Cỡ hộ trung bình là 2,82 và cỡ gia đình trung bình là 3.24.
Trong quận, cơ cấu độ tuổi dân cư đã được trải ra với 29,80% dưới độ tuổi 18, 5,70% 18-24, 38,90% 25-44, 20,00% từ 45 đến 64, và 5,60% từ 65 tuổi trở lên đã được những người. Độ tuổi trung bình là 34 năm. Đối với mỗi 100 nữ có 97,80 nam giới. Đối với mỗi 100 nữ 18 tuổi trở lên, đã có 95,50 nam giới.